# Tagante
Tagante (Árabe: تكانت) é uma região da Mauritânia. Sua capital é a cidade de Tijicja.

## Departamentos

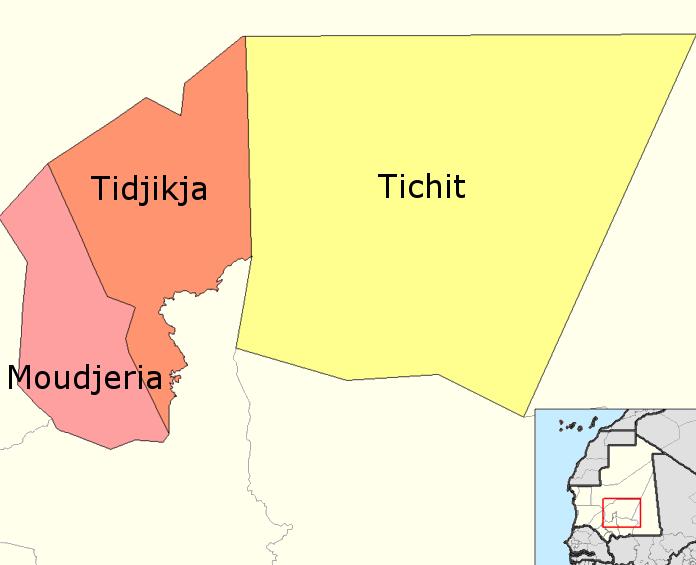
Departamentos de Tagante

Tagante está dividido em 3 departamentos:
- Moudjeria
- Tichit
- Tijicja

## Demografia
| 2000  | 2011  |
| 76620 | 88736 |